# Giovanni Colombelli
Giovanni Colombelli (Bergamo, 1º dicembre 1921 – Piombino, 1997) è stato un calciatore italiano, di ruolo attaccante.

## Carriera
Inizia a giocare nella stagione 1942-1943 con la Dopolavoro Caproni, con la cui maglia gioca 13 partite nel girone D del campionato di Serie C.
Alla fine della guerra, essendosi sciolta la Dopolavoro Caproni, passa all'Atalanta, con cui disputa 9 partite in Serie A nella stagione 1945-1946, senza riuscire a segnare alcuna rete.
A fine stagione, viene ceduto al Piombino, in Serie C; gioca con la squadra livornese fino a fine carriera, nel 1955, disputando in totale 161 partite e segnando 39 reti, una delle quali in Serie B.

## Palmarès

### Club

#### Competizioni nazionali
- Serie C: 3

Piombino: 1946-1947, 1947-1948, 1950-1951